# 1729
Portal Geschichte | Portal Biografien | Aktuelle Ereignisse | Jahreskalender | Tagesartikel

◄ |
17. Jahrhundert |
18. Jahrhundert
| 19. Jahrhundert | ►

◄ |
1690er |
1700er |
1710er |
1720er
| 1730er | 1740er | 1750er | ►

◄◄ |
◄ |
1725 |
1726 |
1727 |
1728 |
1729
| 1730 | 1731 | 1732 | 1733 | ► | ►►
Staatsoberhäupter  · Nekrolog   · Musikjahr
| Januar | Januar | Januar | Januar | Januar | Januar | Januar | Januar |
| Kw     | Mo     | Di     | Mi     | Do     | Fr     | Sa     | So     |
| ------ | ------ | ------ | ------ | ------ | ------ | ------ | ------ |
| 53     |        |        |        |        |        | 1      | 2      |
| 1      | 3      | 4      | 5      | 6      | 7      | 8      | 9      |
| 2      | 10     | 11     | 12     | 13     | 14     | 15     | 16     |
| 3      | 17     | 18     | 19     | 20     | 21     | 22     | 23     |
| 4      | 24     | 25     | 26     | 27     | 28     | 29     | 30     |
| 5      | 31     |        |        |        |        |        |        |

| Februar | Februar | Februar | Februar | Februar | Februar | Februar | Februar |
| Kw      | Mo      | Di      | Mi      | Do      | Fr      | Sa      | So      |
| ------- | ------- | ------- | ------- | ------- | ------- | ------- | ------- |
| 5       |         | 1       | 2       | 3       | 4       | 5       | 6       |
| 6       | 7       | 8       | 9       | 10      | 11      | 12      | 13      |
| 7       | 14      | 15      | 16      | 17      | 18      | 19      | 20      |
| 8       | 21      | 22      | 23      | 24      | 25      | 26      | 27      |
| 9       | 28      |         |         |         |         |         |         |

| März | März | März | März | März | März | März | März |
| Kw   | Mo   | Di   | Mi   | Do   | Fr   | Sa   | So   |
| ---- | ---- | ---- | ---- | ---- | ---- | ---- | ---- |
| 9    |      | 1    | 2    | 3    | 4    | 5    | 6    |
| 10   | 7    | 8    | 9    | 10   | 11   | 12   | 13   |
| 11   | 14   | 15   | 16   | 17   | 18   | 19   | 20   |
| 12   | 21   | 22   | 23   | 24   | 25   | 26   | 27   |
| 13   | 28   | 29   | 30   | 31   |      |      |      |

| April | April | April | April | April | April | April | April |
| Kw    | Mo    | Di    | Mi    | Do    | Fr    | Sa    | So    |
| ----- | ----- | ----- | ----- | ----- | ----- | ----- | ----- |
| 13    |       |       |       |       | 1     | 2     | 3     |
| 14    | 4     | 5     | 6     | 7     | 8     | 9     | 10    |
| 15    | 11    | 12    | 13    | 14    | 15    | 16    | 17    |
| 16    | 18    | 19    | 20    | 21    | 22    | 23    | 24    |
| 17    | 25    | 26    | 27    | 28    | 29    | 30    |       |

| Mai | Mai | Mai | Mai | Mai | Mai | Mai | Mai |
| Kw  | Mo  | Di  | Mi  | Do  | Fr  | Sa  | So  |
| --- | --- | --- | --- | --- | --- | --- | --- |
| 17  |     |     |     |     |     |     | 1   |
| 18  | 2   | 3   | 4   | 5   | 6   | 7   | 8   |
| 19  | 9   | 10  | 11  | 12  | 13  | 14  | 15  |
| 20  | 16  | 17  | 18  | 19  | 20  | 21  | 22  |
| 21  | 23  | 24  | 25  | 26  | 27  | 28  | 29  |
| 22  | 30  | 31  |     |     |     |     |     |

| Juni | Juni | Juni | Juni | Juni | Juni | Juni | Juni |
| Kw   | Mo   | Di   | Mi   | Do   | Fr   | Sa   | So   |
| ---- | ---- | ---- | ---- | ---- | ---- | ---- | ---- |
| 22   |      |      | 1    | 2    | 3    | 4    | 5    |
| 23   | 6    | 7    | 8    | 9    | 10   | 11   | 12   |
| 24   | 13   | 14   | 15   | 16   | 17   | 18   | 19   |
| 25   | 20   | 21   | 22   | 23   | 24   | 25   | 26   |
| 26   | 27   | 28   | 29   | 30   |      |      |      |

| Juli | Juli | Juli | Juli | Juli | Juli | Juli | Juli |
| Kw   | Mo   | Di   | Mi   | Do   | Fr   | Sa   | So   |
| ---- | ---- | ---- | ---- | ---- | ---- | ---- | ---- |
| 26   |      |      |      |      | 1    | 2    | 3    |
| 27   | 4    | 5    | 6    | 7    | 8    | 9    | 10   |
| 28   | 11   | 12   | 13   | 14   | 15   | 16   | 17   |
| 29   | 18   | 19   | 20   | 21   | 22   | 23   | 24   |
| 30   | 25   | 26   | 27   | 28   | 29   | 30   | 31   |

| August | August | August | August | August | August | August | August |
| Kw     | Mo     | Di     | Mi     | Do     | Fr     | Sa     | So     |
| ------ | ------ | ------ | ------ | ------ | ------ | ------ | ------ |
| 31     | 1      | 2      | 3      | 4      | 5      | 6      | 7      |
| 32     | 8      | 9      | 10     | 11     | 12     | 13     | 14     |
| 33     | 15     | 16     | 17     | 18     | 19     | 20     | 21     |
| 34     | 22     | 23     | 24     | 25     | 26     | 27     | 28     |
| 35     | 29     | 30     | 31     |        |        |        |        |

| September | September | September | September | September | September | September | September |
| Kw        | Mo        | Di        | Mi        | Do        | Fr        | Sa        | So        |
| --------- | --------- | --------- | --------- | --------- | --------- | --------- | --------- |
| 35        |           |           |           | 1         | 2         | 3         | 4         |
| 36        | 5         | 6         | 7         | 8         | 9         | 10        | 11        |
| 37        | 12        | 13        | 14        | 15        | 16        | 17        | 18        |
| 38        | 19        | 20        | 21        | 22        | 23        | 24        | 25        |
| 39        | 26        | 27        | 28        | 29        | 30        |           |           |

| Oktober | Oktober | Oktober | Oktober | Oktober | Oktober | Oktober | Oktober |
| Kw      | Mo      | Di      | Mi      | Do      | Fr      | Sa      | So      |
| ------- | ------- | ------- | ------- | ------- | ------- | ------- | ------- |
| 39      |         |         |         |         |         | 1       | 2       |
| 40      | 3       | 4       | 5       | 6       | 7       | 8       | 9       |
| 41      | 10      | 11      | 12      | 13      | 14      | 15      | 16      |
| 42      | 17      | 18      | 19      | 20      | 21      | 22      | 23      |
| 43      | 24      | 25      | 26      | 27      | 28      | 29      | 30      |
| 44      | 31      |         |         |         |         |         |         |

| November | November | November | November | November | November | November | November |
| Kw       | Mo       | Di       | Mi       | Do       | Fr       | Sa       | So       |
| -------- | -------- | -------- | -------- | -------- | -------- | -------- | -------- |
| 44       |          | 1        | 2        | 3        | 4        | 5        | 6        |
| 45       | 7        | 8        | 9        | 10       | 11       | 12       | 13       |
| 46       | 14       | 15       | 16       | 17       | 18       | 19       | 20       |
| 47       | 21       | 22       | 23       | 24       | 25       | 26       | 27       |
| 48       | 28       | 29       | 30       |          |          |          |          |

| Dezember | Dezember | Dezember | Dezember | Dezember | Dezember | Dezember | Dezember |
| Kw       | Mo       | Di       | Mi       | Do       | Fr       | Sa       | So       |
| -------- | -------- | -------- | -------- | -------- | -------- | -------- | -------- |
| 48       |          |          |          | 1        | 2        | 3        | 4        |
| 49       | 5        | 6        | 7        | 8        | 9        | 10       | 11       |
| 50       | 12       | 13       | 14       | 15       | 16       | 17       | 18       |
| 51       | 19       | 20       | 21       | 22       | 23       | 24       | 25       |
| 52       | 26       | 27       | 28       | 29       | 30       | 31       |          |

| Januar | Januar | Januar | Januar | Januar | Januar | Januar | Januar |
| Kw     | Mo     | Di     | Mi     | Do     | Fr     | Sa     | So     |
| ------ | ------ | ------ | ------ | ------ | ------ | ------ | ------ |
| 53     |        |        |        |        |        | 1      | 2      |
| 1      | 3      | 4      | 5      | 6      | 7      | 8      | 9      |
| 2      | 10     | 11     | 12     | 13     | 14     | 15     | 16     |
| 3      | 17     | 18     | 19     | 20     | 21     | 22     | 23     |
| 4      | 24     | 25     | 26     | 27     | 28     | 29     | 30     |
| 5      | 31     |        |        |        |        |        |        |

| Februar | Februar | Februar | Februar | Februar | Februar | Februar | Februar |
| Kw      | Mo      | Di      | Mi      | Do      | Fr      | Sa      | So      |
| ------- | ------- | ------- | ------- | ------- | ------- | ------- | ------- |
| 5       |         | 1       | 2       | 3       | 4       | 5       | 6       |
| 6       | 7       | 8       | 9       | 10      | 11      | 12      | 13      |
| 7       | 14      | 15      | 16      | 17      | 18      | 19      | 20      |
| 8       | 21      | 22      | 23      | 24      | 25      | 26      | 27      |
| 9       | 28      |         |         |         |         |         |         |

| März | März | März | März | März | März | März | März |
| Kw   | Mo   | Di   | Mi   | Do   | Fr   | Sa   | So   |
| ---- | ---- | ---- | ---- | ---- | ---- | ---- | ---- |
| 9    |      | 1    | 2    | 3    | 4    | 5    | 6    |
| 10   | 7    | 8    | 9    | 10   | 11   | 12   | 13   |
| 11   | 14   | 15   | 16   | 17   | 18   | 19   | 20   |
| 12   | 21   | 22   | 23   | 24   | 25   | 26   | 27   |
| 13   | 28   | 29   | 30   | 31   |      |      |      |

| April | April | April | April | April | April | April | April |
| Kw    | Mo    | Di    | Mi    | Do    | Fr    | Sa    | So    |
| ----- | ----- | ----- | ----- | ----- | ----- | ----- | ----- |
| 13    |       |       |       |       | 1     | 2     | 3     |
| 14    | 4     | 5     | 6     | 7     | 8     | 9     | 10    |
| 15    | 11    | 12    | 13    | 14    | 15    | 16    | 17    |
| 16    | 18    | 19    | 20    | 21    | 22    | 23    | 24    |
| 17    | 25    | 26    | 27    | 28    | 29    | 30    |       |

| Mai | Mai | Mai | Mai | Mai | Mai | Mai | Mai |
| Kw  | Mo  | Di  | Mi  | Do  | Fr  | Sa  | So  |
| --- | --- | --- | --- | --- | --- | --- | --- |
| 17  |     |     |     |     |     |     | 1   |
| 18  | 2   | 3   | 4   | 5   | 6   | 7   | 8   |
| 19  | 9   | 10  | 11  | 12  | 13  | 14  | 15  |
| 20  | 16  | 17  | 18  | 19  | 20  | 21  | 22  |
| 21  | 23  | 24  | 25  | 26  | 27  | 28  | 29  |
| 22  | 30  | 31  |     |     |     |     |     |

| Juni | Juni | Juni | Juni | Juni | Juni | Juni | Juni |
| Kw   | Mo   | Di   | Mi   | Do   | Fr   | Sa   | So   |
| ---- | ---- | ---- | ---- | ---- | ---- | ---- | ---- |
| 22   |      |      | 1    | 2    | 3    | 4    | 5    |
| 23   | 6    | 7    | 8    | 9    | 10   | 11   | 12   |
| 24   | 13   | 14   | 15   | 16   | 17   | 18   | 19   |
| 25   | 20   | 21   | 22   | 23   | 24   | 25   | 26   |
| 26   | 27   | 28   | 29   | 30   |      |      |      |

| Juli | Juli | Juli | Juli | Juli | Juli | Juli | Juli |
| Kw   | Mo   | Di   | Mi   | Do   | Fr   | Sa   | So   |
| ---- | ---- | ---- | ---- | ---- | ---- | ---- | ---- |
| 26   |      |      |      |      | 1    | 2    | 3    |
| 27   | 4    | 5    | 6    | 7    | 8    | 9    | 10   |
| 28   | 11   | 12   | 13   | 14   | 15   | 16   | 17   |
| 29   | 18   | 19   | 20   | 21   | 22   | 23   | 24   |
| 30   | 25   | 26   | 27   | 28   | 29   | 30   | 31   |

| August | August | August | August | August | August | August | August |
| Kw     | Mo     | Di     | Mi     | Do     | Fr     | Sa     | So     |
| ------ | ------ | ------ | ------ | ------ | ------ | ------ | ------ |
| 31     | 1      | 2      | 3      | 4      | 5      | 6      | 7      |
| 32     | 8      | 9      | 10     | 11     | 12     | 13     | 14     |
| 33     | 15     | 16     | 17     | 18     | 19     | 20     | 21     |
| 34     | 22     | 23     | 24     | 25     | 26     | 27     | 28     |
| 35     | 29     | 30     | 31     |        |        |        |        |

| September | September | September | September | September | September | September | September |
| Kw        | Mo        | Di        | Mi        | Do        | Fr        | Sa        | So        |
| --------- | --------- | --------- | --------- | --------- | --------- | --------- | --------- |
| 35        |           |           |           | 1         | 2         | 3         | 4         |
| 36        | 5         | 6         | 7         | 8         | 9         | 10        | 11        |
| 37        | 12        | 13        | 14        | 15        | 16        | 17        | 18        |
| 38        | 19        | 20        | 21        | 22        | 23        | 24        | 25        |
| 39        | 26        | 27        | 28        | 29        | 30        |           |           |

| Oktober | Oktober | Oktober | Oktober | Oktober | Oktober | Oktober | Oktober |
| Kw      | Mo      | Di      | Mi      | Do      | Fr      | Sa      | So      |
| ------- | ------- | ------- | ------- | ------- | ------- | ------- | ------- |
| 39      |         |         |         |         |         | 1       | 2       |
| 40      | 3       | 4       | 5       | 6       | 7       | 8       | 9       |
| 41      | 10      | 11      | 12      | 13      | 14      | 15      | 16      |
| 42      | 17      | 18      | 19      | 20      | 21      | 22      | 23      |
| 43      | 24      | 25      | 26      | 27      | 28      | 29      | 30      |
| 44      | 31      |         |         |         |         |         |         |

| November | November | November | November | November | November | November | November |
| Kw       | Mo       | Di       | Mi       | Do       | Fr       | Sa       | So       |
| -------- | -------- | -------- | -------- | -------- | -------- | -------- | -------- |
| 44       |          | 1        | 2        | 3        | 4        | 5        | 6        |
| 45       | 7        | 8        | 9        | 10       | 11       | 12       | 13       |
| 46       | 14       | 15       | 16       | 17       | 18       | 19       | 20       |
| 47       | 21       | 22       | 23       | 24       | 25       | 26       | 27       |
| 48       | 28       | 29       | 30       |          |          |          |          |

| Dezember | Dezember | Dezember | Dezember | Dezember | Dezember | Dezember | Dezember |
| Kw       | Mo       | Di       | Mi       | Do       | Fr       | Sa       | So       |
| -------- | -------- | -------- | -------- | -------- | -------- | -------- | -------- |
| 48       |          |          |          | 1        | 2        | 3        | 4        |
| 49       | 5        | 6        | 7        | 8        | 9        | 10       | 11       |
| 50       | 12       | 13       | 14       | 15       | 16       | 17       | 18       |
| 51       | 19       | 20       | 21       | 22       | 23       | 24       | 25       |
| 52       | 26       | 27       | 28       | 29       | 30       | 31       |          |

## Ereignisse

### Politik und Weltgeschehen

#### Nordamerikanische Kolonien

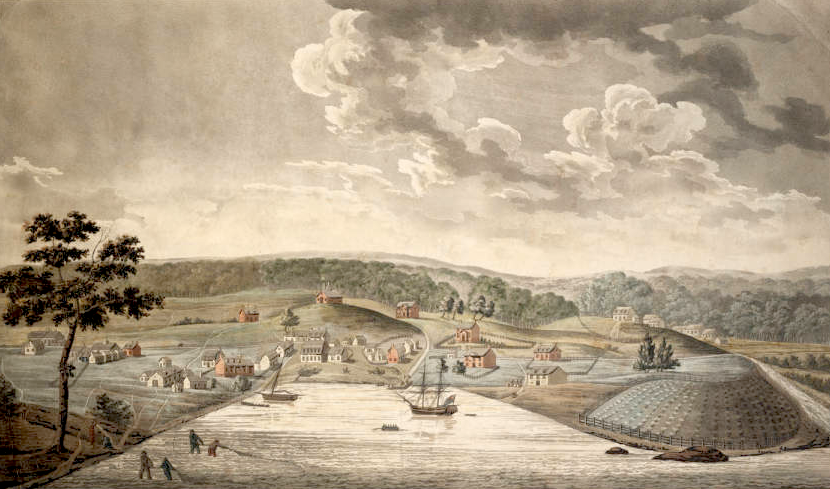
Baltimore im 18. Jahrhundert

- 30. Juli: In der britischen Kolonie Province of Maryland wird die Stadt Baltimore gegründet und nach dem ersten und zweiten Baron Baltimore benannt, den Gründern und Lord Proprietors der Kolonie.
- Im November 1729 befiehlt der französische Kommandant in Louisiana, Sieur de Chépart, den dort ansässigen Natchez, das Dorf Pomme Blanche zu räumen, weil das Gelände zur Anlage einer Tabakplantage verwendet werden solle. Diese sind nicht bereit, diesen Affront, dem zahllose ähnliche vorausgegangen sind, friedlich hinzunehmen, und die Oberhäupter von Pomme Blanche beginnen Gespräche mit möglichen Verbündeten, darunter den Yazoo, den Koroa, den Illinois, den Chickasaw und den Choctaw. Als Verbündete für einen Aufstand gegen die Franzosen suchen sie auch die afrikanischen Sklaven zu gewinnen, die auf benachbarten französischen Plantagen gehalten werden.
- 28. November: Der Natchez-Aufstand gegen die französische Kolonialherrschaft in Louisiana beginnt mit einem Angriff auf französische Siedler am Fort Rosalie in Natchez. Im Tagesverlauf werden 229 Kolonisten von den Angreifern getötet und mehr als 300 Frauen, Kinder und Sklaven gefangen genommen.
- Die seit 1710 faktisch bestehende Teilung der nordamerikanischen Kolonie Carolina wird formell vollzogen, nachdem die Lords Proprietors ihre Interessen an die britische Krone verkaufen. Damit entstehen die Provinzen North Carolina und South Carolina.

#### Großbritannien, Spanien, Portugal

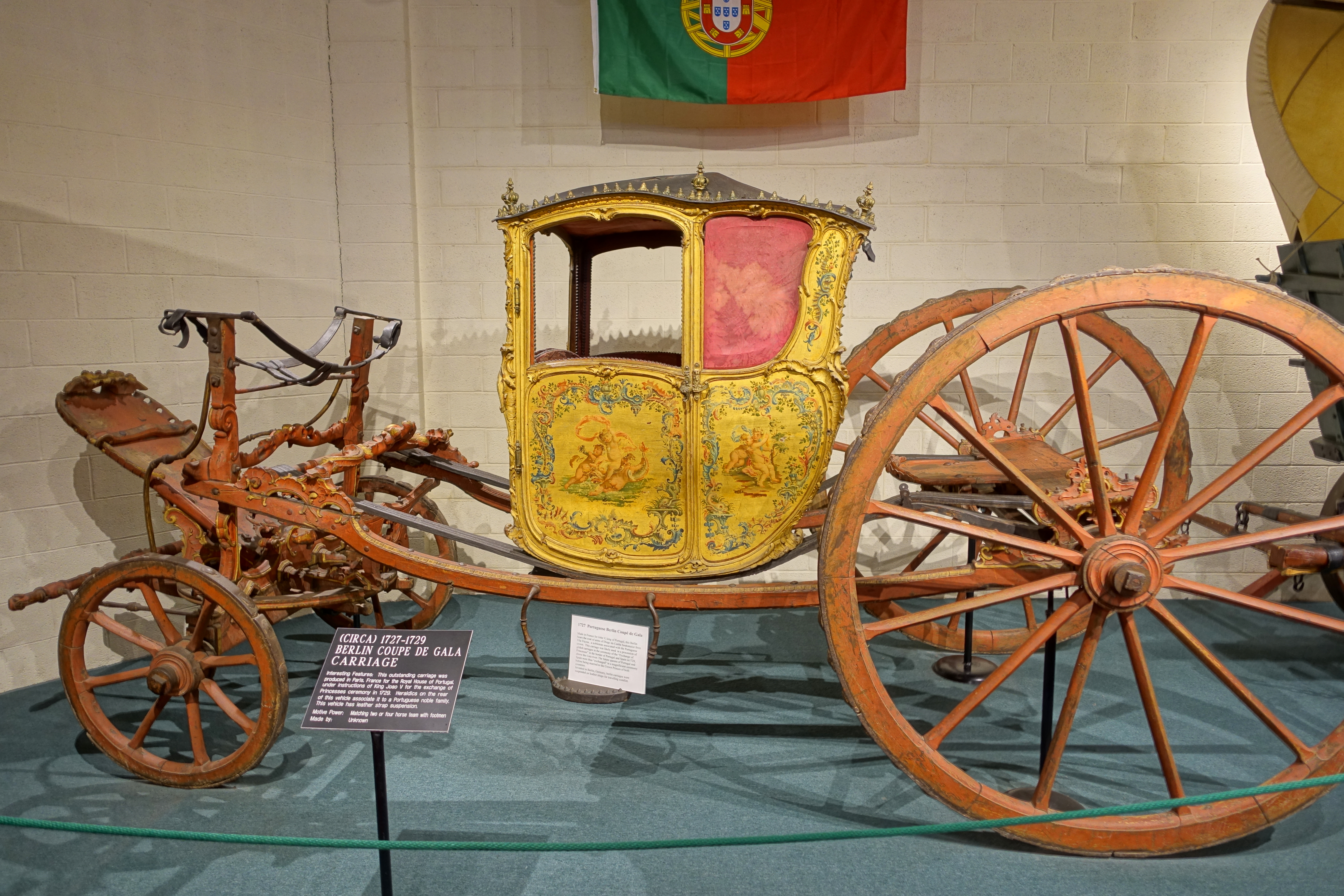
Die Kutsche, mit der der „Austausch der Prinzessinnen“ erfolgte

- 19. Januar: Der spanische Thronfolger Ferdinand, Fürst von Asturien, heiratet die portugiesische Infantin Maria Madalena Bárbara Xavier Leonor Teresa Antónia Josefa de Bragança. Ihr Bruder, der portugiesische Thronfolger José Francisco António Inácio Norberto Agostinho de Bragança, heiratet Ferdinands Schwester Maria Anna Viktoria von Bourbon. Obwohl beide Hochzeiten rein politisch motiviert sind, hegen beide Paare eine enge Zuneigung zueinander. Alle vier teilen die Leidenschaft für Musik. Als Klavierlehrer der Kronprinzessin Maria Barbara wird der Italiener Domenico Scarlatti engagiert.
- 9. November: Der Englisch-Spanische Krieg endet mit dem unter Vermittlung des französischen Ministers André-Hercule de Fleury zustande gekommenen Vertrag von Sevilla. Der Status quo ante wird wiederhergestellt. Spanien bestätigt damit den britischen Besitz von Gibraltar und Menorca, während Großbritannien im Gegenzug versichert, die Einrichtung einer Sekundogenitur für Don Carlos, den Sohn der spanischen Königin, zu unterstützen.

#### Heiliges Römisches Reich/Russland

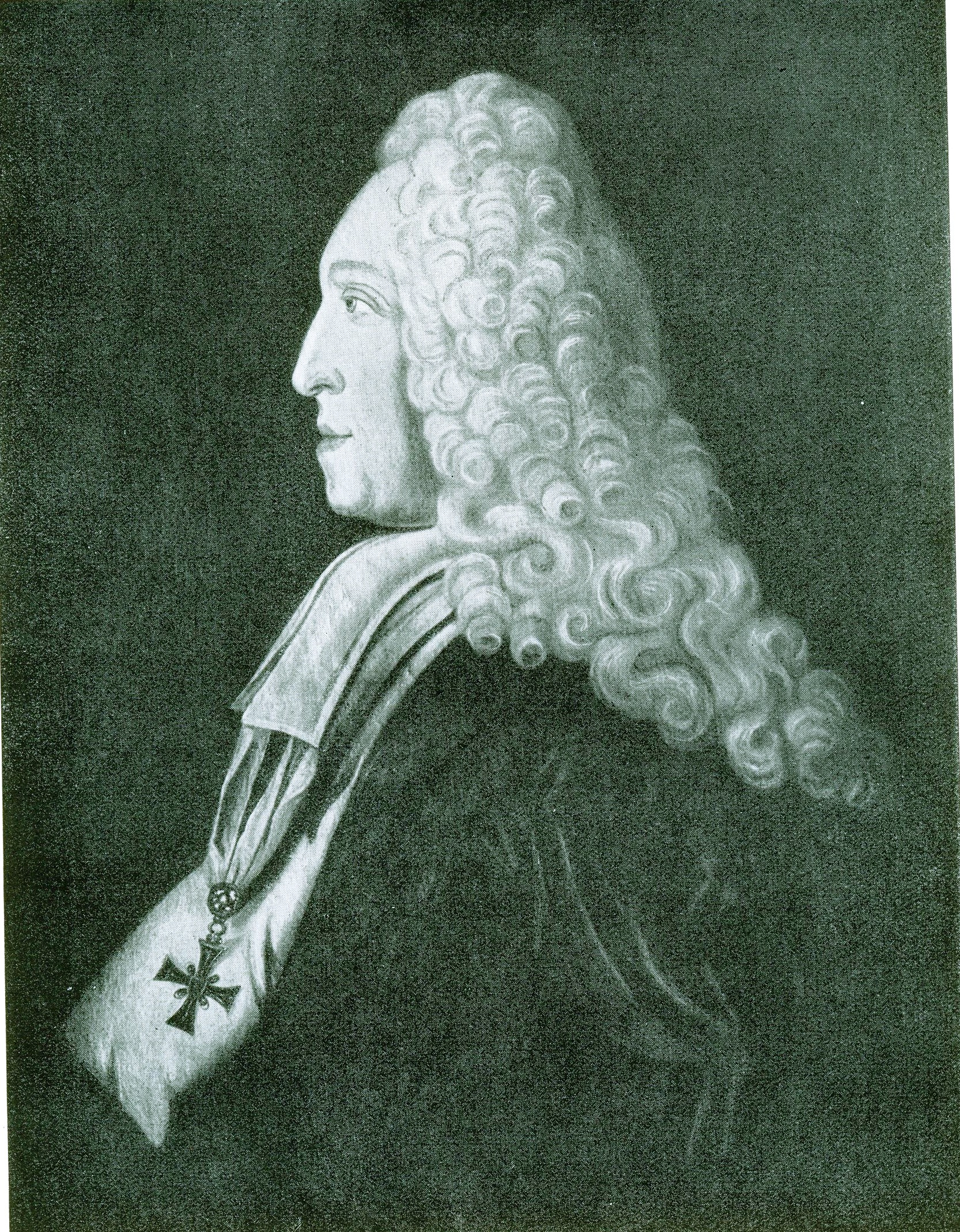
Franz Ludwig von Pfalz-Neuburg

- Franz Ludwig von Pfalz-Neuburg wird als Nachfolger des am 30. Januar verstorbenen Lothar Franz von Schönborn Erzbischof und Kurfürst von Mainz. Sein bisheriges Amt als Kurfürst und Erzbischof von Trier erhält Franz Georg von Schönborn.
- 27. März: Nach dem Tod seines Vaters Leopold wird Franz Stephan Herzog von Lothringen und Bar. Zur Regierungsübernahme muss er den kaiserlichen Hof in Wien verlassen, an dem er seit 1724 lebt.

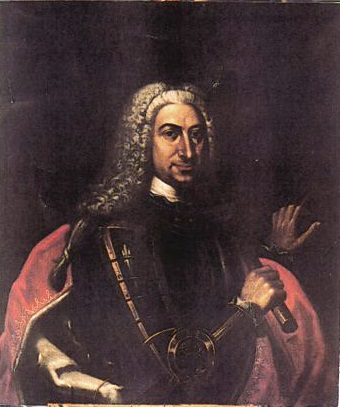
Giuseppe Maria Gonzaga

- 16. April: Giuseppe Gonzaga folgt seinem Bruder Antonio Ferrante Gonzaga, der bei einem Brand ums Leben gekommen ist, als Herzog von Guastalla sowie Fürst von Sabbioneta und Bozzolo. Er ist das letzte männliche Mitglied der Familie.
- 20. September: Preußen und Russland schließen eine Erneuerung ihres Allianzvertrages, der wenige Änderungen zu dem Vertragswerk von 1726 enthält. Der erneuerte Vertrag soll das gute Verhältnis beider Staaten nach dem Tod der russischen Kaiserin Katharina 1727 sichern.

#### Skandinavien
Dänemark unter König Friedrich IV. und Schweden unter König Friedrich I. schließen den Hamburger Vergleich. Schweden anerkennt gegen Zahlung einer Geldentschädigung seinen Gebietsverlust und die Abtretung des Herzogtums Verden an das mit Dänemark verbündete Kurfürstentum Hannover.

#### Asien
- Ende September: Nadr Qulī, General der Safawiden im zerfallenden persischen Reich, besiegt Schah Aschraf Khan aus der Hotaki-Dynastie bei Damghan. Dieser muss sich nach Osten zurückziehen und wird auf dem Rückzug von einem belutschischen Stammesangehörigen ermordet. Der Safawide Tahmasp II. wird am 16. November in Isfahan zum Schah gekrönt. General Nadr gelingt es auch, die ins Land eingedrungenen Osmanen zurückzudrängen und mit Russland ein Friedensabkommen zu schließen.
- Das Khanat Salyan in der iranischen Provinz Aserbaidschan wird gegründet.

#### Afrika
Die Portugiesen geben das Fort Jesus in Ostafrika endgültig auf, das vom Sultan von Oman übernommen wird.

### Wirtschaft
- 1. Juli: Johann Georg Klemm erwirbt das Privileg zur Errichtung einer Buchhandlung in Halle. Klemm ist vorwiegend als Sortimentsbuchhändler tätig, teilweise aber auch als Verlagsbuchhändler. So verlegt er etwa Abhandlungen des französischen Theologen François Fénelon und des Juristen Johann Lorenz Fleischer.
- 1. September: In Reims gründet der Tuchhändler Nicolas Irénée Ruinart das älteste heute noch aktive Champagnerhaus.

### Wissenschaft und Technik
- 14. Juli: Der Physiker Stephen Gray baut die erste Freileitung der Welt, um nachzuweisen, dass man elektrische Energie übertragen kann.

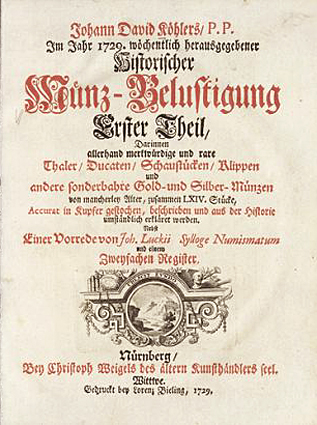
Historische Münz-Belustigung

Der deutsche Historiker, Numismatiker und Heraldiker Johann David Köhler gibt in Nürnberg die erste Historische Münz-Belustigung heraus, die wöchentlich erscheint.

### Kultur

#### Johann Sebastian Bach in Leipzig
- Johann Sebastian Bach komponiert die Huldigungskantate O angenehme Melodei. Am 12. Januar erfolgt die Uraufführung anlässlich des Besuchs von Christian von Sachsen-Weißenfels in Leipzig.
- Für den Gedächtnisgottesdienst für Fürst Leopold von Anhalt-Köthen, abgehalten am 24. März in der Köthener St. Jakobskirche, komponiert Johann Sebastian Bach die Trauerkantate Klagt, Kinder, klagt es aller Welt. Das Libretto stammt von Christian Friedrich Henrici. Die sogenannte Köthener Trauermusik gilt heute als verschollen.
- 6. Juni: Die Kirchenkantate Ich liebe den Höchsten von ganzem Gemüte von Johann Sebastian Bach erlebt ihre Uraufführung am Pfingstmontag in Leipzig. Für die einleitende Sinfonia fügt Bach zu den neun Streicher-Solostimmen seines 3. Brandenburgischen Konzerts fünf Bläserstimmen hinzu. Er kann so viele Spieler einsetzen, weil er kürzlich begonnen hat, das von Georg Philipp Telemann gegründete Collegium musicum zu leiten, eine Bürgervereinigung von Musikinteressierten, deren Mitglieder auch bei Kirchenmusik mitwirken.

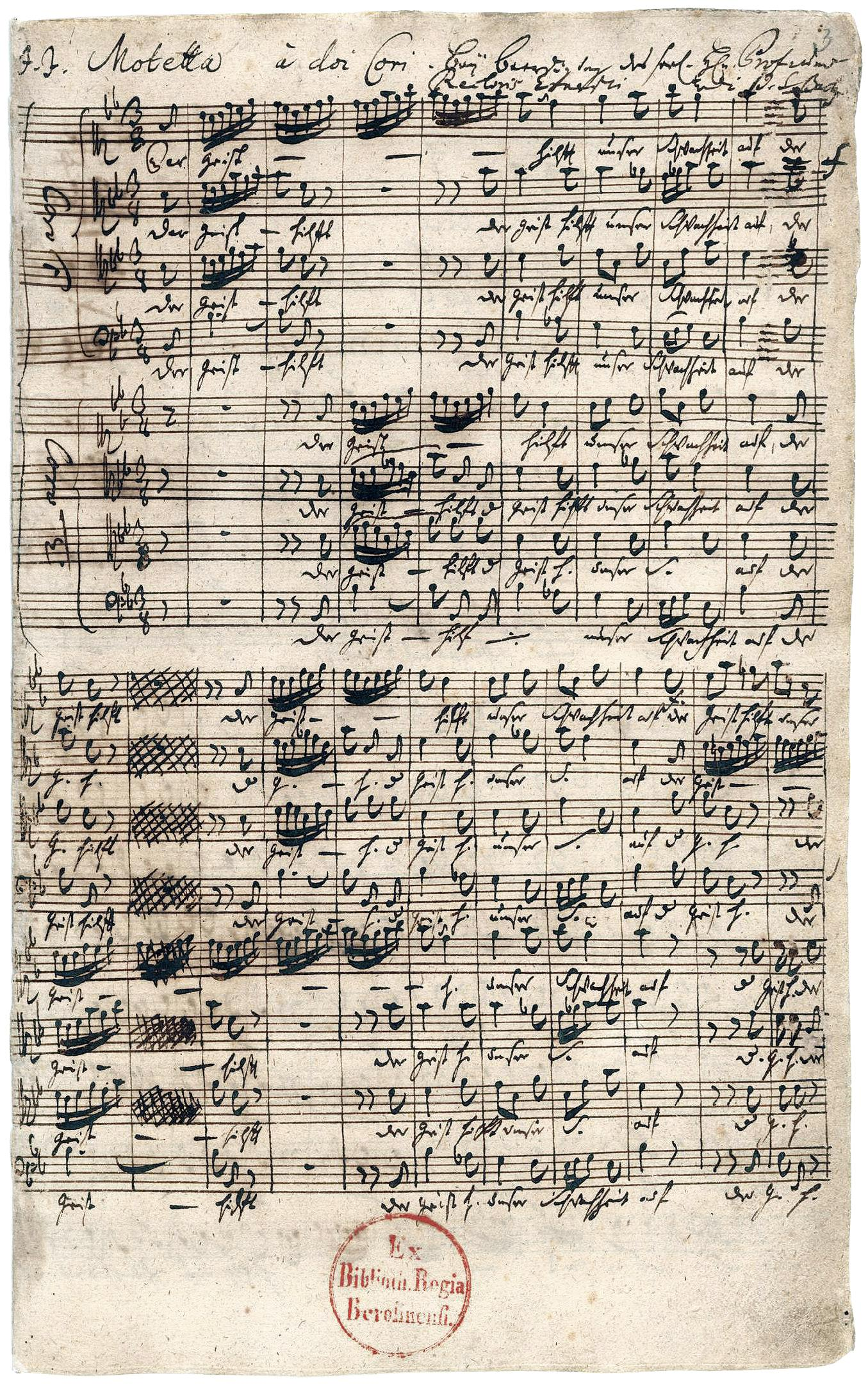
Der Anfang der Motette

- zw. 20. und 24. Oktober: Der Geist hilft unser Schwachheit auf, eine doppelchörige Motette von Johann Sebastian Bach, wird in der Universitätskirche St. Pauli in Leipzig anlässlich der Beerdigung von Professor Johann Heinrich Ernesti uraufgeführt.
- Die weltliche Kantate Geschwinde, ihr wirbelnden Winde entsteht für die bürgerliche Konzertreihe des Leipziger Collegium musicum, das mit der Übernahme der Leitung durch Bach in diesem Jahr das Bachische heißt und im Zimmermannschen Kaffeehaus konzertiert.

#### Weitere Uraufführungen

##### London
- 7. Januar: Die Uraufführung der Oper Love in a Riddle von Henry Carey findet in London statt.
- 20. Juni: Die Uraufführung der Oper The Contrivances von Henry Carey findet in London statt.
- 2. Dezember: Die Oper Lotario von Georg Friedrich Händel hat mit geringem Erfolg ihre Uraufführung am King’s Theatre am Haymarket in London.

##### Rom

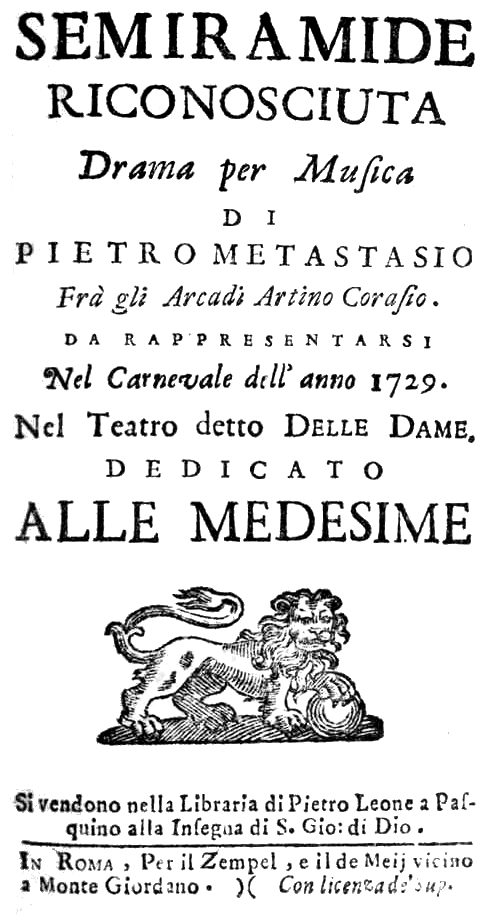
Titelblatt des Librettos,
Musik von Leonardo Vinci

- 6. Februar: Die Oper Semiramide riconosciuta von Leonardo Vinci wird am Teatro delle Dame in Rom erstmals aufgeführt. Es handelt sich um die erste Vertonung von Pietro Metastasios Libretto Semiramide riconosciuta.

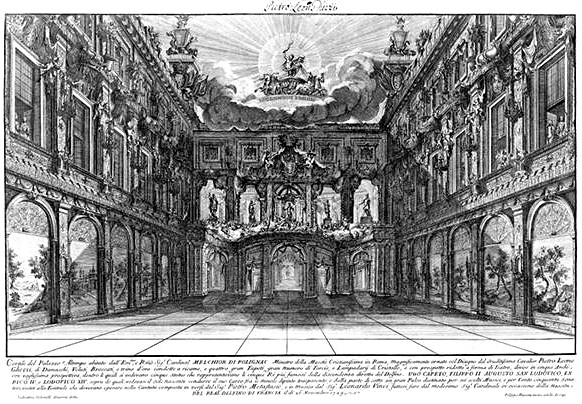
Bühnenbild im Hof des Palazzo Altemps

- 25. November: Das Libretto La contesa de’ numi von Pietro Metastasio wird zur Geburt des Dauphins Louis Ferdinand im Hof des Palazzo Altemps in Rom in der Vertonung von Leonardo Vinci uraufgeführt.

##### Wien und Hamburg
- 8. Februar: Die Uraufführung der Oper I disingannati (Die Gewitzigten) von Antonio Caldara am Teatrino di corte findet am Teatrino di corte in Wien statt. Das Libretto stammt von Giovanni Claudio Pasquini und basiert auf Molières Komödie Le Misanthrope ou l'Atrabilaire amoureux.
- 29. November: Die Oper Flavius Bertaridus, König der Longobarden von Georg Philipp Telemann auf das Libretto von Christoph Gottlieb Wend und Georg Philipp Telemann hat seine Uraufführung an der Hamburger Oper am Gänsemarkt. Die Oper basiert auf der venezianischen Oper Flavio Bertarido, Ré de Longobardi von Stefano Ghisi.

#### Sonstiges
- Robert Drury veröffentlicht unter dem Titel Madagaskar oder Robert Drury´s Tagebuch seine Erinnerungen an seine Zeit als Schiffbrüchiger auf Madagaskar. Bei allem Erfolg des Buches werden bald Zweifel bezüglich seiner Authentizität geäußert. Unter anderem wird Daniel Defoe als eigentlicher Autor der Robinsonade vermutet.
- Gerhard Tersteegen veröffentlicht in seinem Geistlichen Blumengärtlein inniger Seelen das aus der reformierten Tradition stammende geistliche Lied Gott ist gegenwärtig.

### Gesellschaft
- In Paris wird der Gesangsverein Goguette gegründet.

### Religion
- 19. März: Johannes von Nepomuk, der böhmische Priester und Märtyrer, wird von Papst Benedikt XIII. heiliggesprochen. Statuen des Heiligen stehen auf oder neben Brücken.

## Geboren

### Januar bis April
- 02. Januar: Johann Daniel Titius, preußischer Astronom, Physiker und Biologe († 1796)
- 12. Januar: Edmund Burke, irisch-britischer Schriftsteller, Staatsphilosoph und Politiker († 1797)
- 12. Januar: Lazzaro Spallanzani, italienischer Priester, Philosoph und Universalwissenschaftler († 1799)
- 20. Januar: Joaquín del Pino Sánchez de Rojas, spanischer Politiker und Militär († 1804)

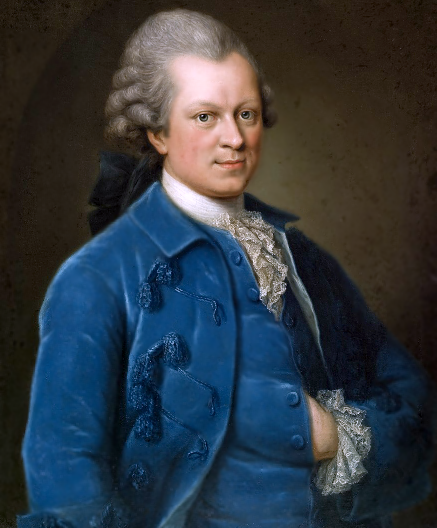
Gotthold Ephraim Lessing

- 22. Januar: Gotthold Ephraim Lessing, deutscher Philosoph und Dichter († 1781)
- 23. Januar: Johannes le Francq van Berkhey niederländischer Naturforscher, Dichter und Maler († 1812)
- 18. Februar: William Fleming, Gouverneur des Commonwealth of Virginia († 1794)
- 20. Februar: Fjodor Grigorjewitsch Wolkow, russischer Theaterregisseur und Amateurschauspieler († 1763)
- 28. Februar: Leopold Ludwig, Graf von Anhalt und preußischer General der Infanterie († 1795)
- 09. März: Anders Chydenius, finnischer Pfarrer, Politiker, Ökonom und Philosoph († 1803)
- 09. März: Friedrich Gabriel Resewitz, deutscher Pädagoge und Bildungspolitiker († 1806)
- 11. März: Sophie Marie von Voß, preußische Hofdame und Beraterin († 1814)
- 16. März: Maria Luise Albertine zu Leiningen-Dagsburg-Falkenburg, Prinzessin von Hessen-Darmstadt, Großmutter und Erzieherin der preußischen Königin Luise († 1818)
- 24. März: Johann Christoph von Adlerflycht, deutscher Jurist, Patrizier und „Älterer Bürgermeister“ der reichsunmittelbaren Stadt Frankfurt am Main († 1786)
- 31. März: Johann Heinrich Roth, deutscher Baumeister († 1780)
- 05. April: Friedrich Karl Ferdinand, Herzog von Braunschweig-Bevern († 1809)
- 12. April: Georg Thomas von Asch, russischer Stadtphysikus, Divisionsarzt, Chefarzt, Generalstabsarzt und Generalfeldmarschall († 1807)
- 13. April: Thomas Percy, englischer Dichter und anglikanischer Bischof († 1811)
- 30. April: Pierre-Jacques Volaire, französischer Landschaftsmaler († 1799)

### Mai bis August

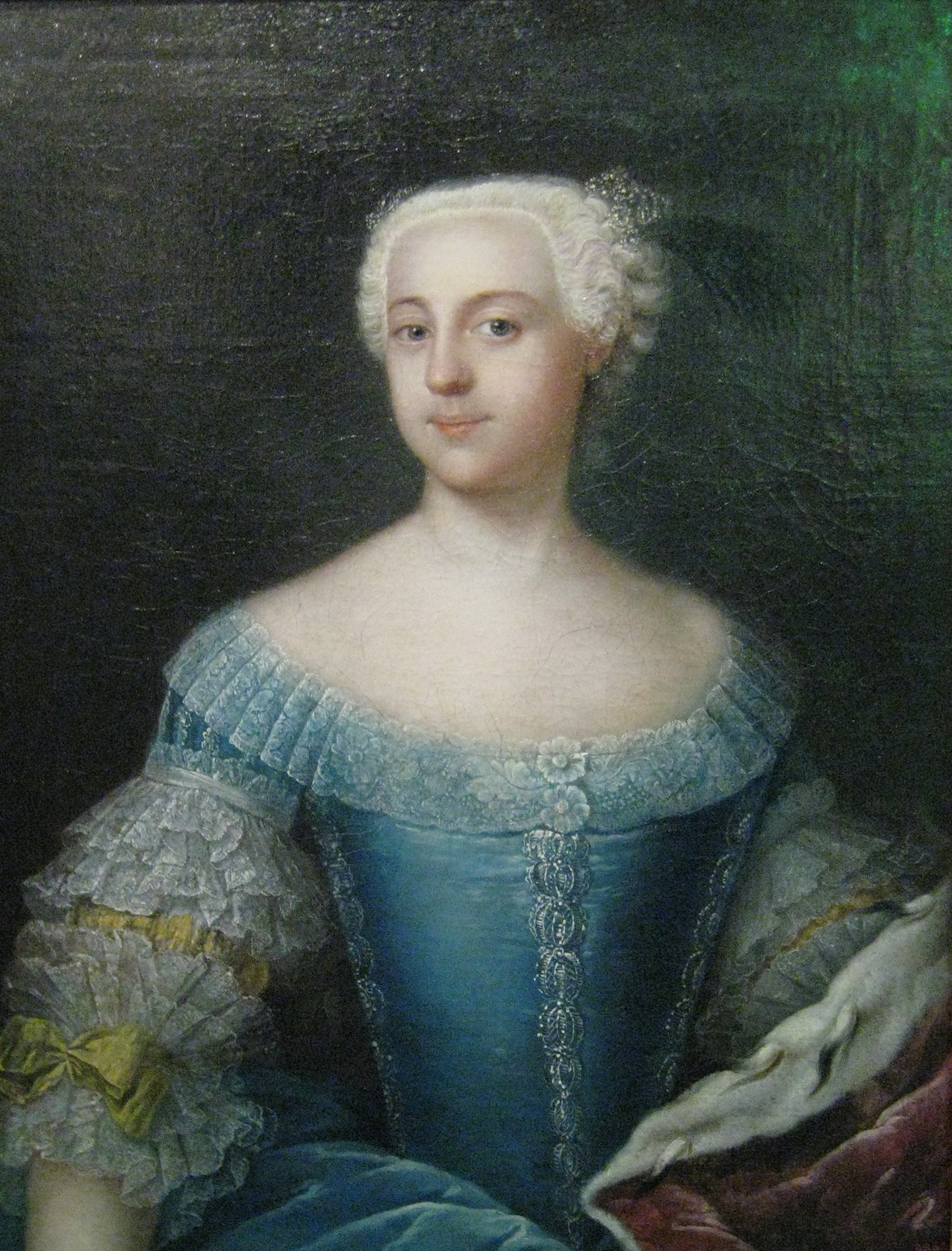
Die dreizehnjährige Sophie Auguste Friederike

- 02. Mai: Sophie Auguste Friederike von Anhalt-Zerbst, als Katharina II. Kaiserin von Russland, Herzogin von Holstein-Gottorf und Herrin von Jever († 1796)
- 03. Mai: Florian Leopold Gassmann, österreichischer Komponist († 1774)
- 12. Mai: Michael Freiherr von Melas, österreichischer General († 1806)
- 17. Mai: Niklaus Friedrich von Steiger, letzter Schultheiss des alten Bern († 1799)
- 19. Mai: William Henry, US-amerikanischer Politiker († 1786)
- 29. Mai: Elisabeth Geertruida Wassenbergh, niederländische Genremalerin († 1781)
- 000Mai: Jakob von Zülow, preußischer Generalmajor († 1802)
- 08. Juni: William Tryon, britischer Gouverneur der Kolonie Carolina und der Provinz New York († 1788)
- 26. Juni: Lazarus III. Henckel von Donnersmarck, freier Standesherr und Montanunternehmer († 1805)
- 01. Juli: Veit Königer, Tiroler Bildhauer († 1792)
- 12. Juli: Antoine de Sartine, französischer Politiker († 1801)
- 14. Juli: John Penn, letzter britischer Kolonialgouverneur von Pennsylvania († 1795)
- 16. Juli: Lebrecht Bachenschwanz, kursächsischer General, Schriftsteller und Übersetzer († 1802)
- 17. Juli: Anton Theodor von Colloredo, Erzbischof von Olmütz († 1811)
- 31. Juli: Jakob von Bernuth, deutscher Beamter († 1797)
- 03. August: Richard Caswell, US-amerikanischer Politiker und Gouverneur von North Carolina († 1789)
- 03. August: Dodo Heinrich zu Innhausen und Knyphausen, preußischer Diplomat († 1789)
- 06. August: Johann Friedrich Münch, Schweizer Politiker († 1808)
- 07. August: Franz von Fürstenberg, Staatsmann im Hochstift Münster, Schulreformer und Universitätsgründer († 1810)
- 30. August: Karl Paul Ernst von Bentheim-Steinfurt, deutscher Adliger († 1780)
- 31. August: Friedrich Martini, deutscher Mediziner und Naturforscher († 1778)
- 31. August: Hans Jacob Mumenthaler, Schweizer Chemiker, Mechaniker und Opticus († 1813)

### September bis Dezember
- 04. September: Louis Ferdinand de Bourbon, französischer Dauphin, Sohn und Thronfolger Ludwigs XV. († 1765)
- 04. September: Juliane von Braunschweig-Wolfenbüttel, Königin von Dänemark und Norwegen († 1796)
- 06. September: Moses Mendelssohn, deutscher Philosoph der Aufklärung und Wegbereiter der Haskala († 1786)
- 12. September: John William Fletcher, englischer methodistischer Theologe und anglikanischer Pfarrer († 1785)
- 25. September: Christian Gottlob Heyne, deutscher Professor der Altertumswissenschaft und Bibliothekar († 1812)
- 01. Oktober: Anton Cajetan Adlgasser, deutscher Komponist und Organist († 1777)
- 01. Oktober: Philipp Christian Bunsen, Münzmeister in Arolsen und Frankfurt († 1790)
- 06. Oktober: Joseph Anton Adolph, österreichisch-böhmischer Maler († nach 1772)
- 10. Oktober: Johann Engelhard Kahler, deutscher evangelischer Theologe († 1804)
- 15. Oktober: Henri-François de Treytorrens, Schweizer Kaufmann und Reeder († 1782)
- 22. Oktober: Johann Reinhold Forster, deutscher Naturwissenschaftler, Entdecker und Ethnologe († 1798)
- 23. Oktober: Charles Grey, britischer General († 1807)
- 31. Oktober: Alonso Núñez de Haro y Peralta, spanischer Bischof und Kolonialverwalter, Vizekönig von Neuspanien († 1800)
- 04. November: William Bradford, US-amerikanischer Politiker († 1808)
- 05. November: José Martín de Aldehuela, spanischer Architekt und Baumeister († 1802)

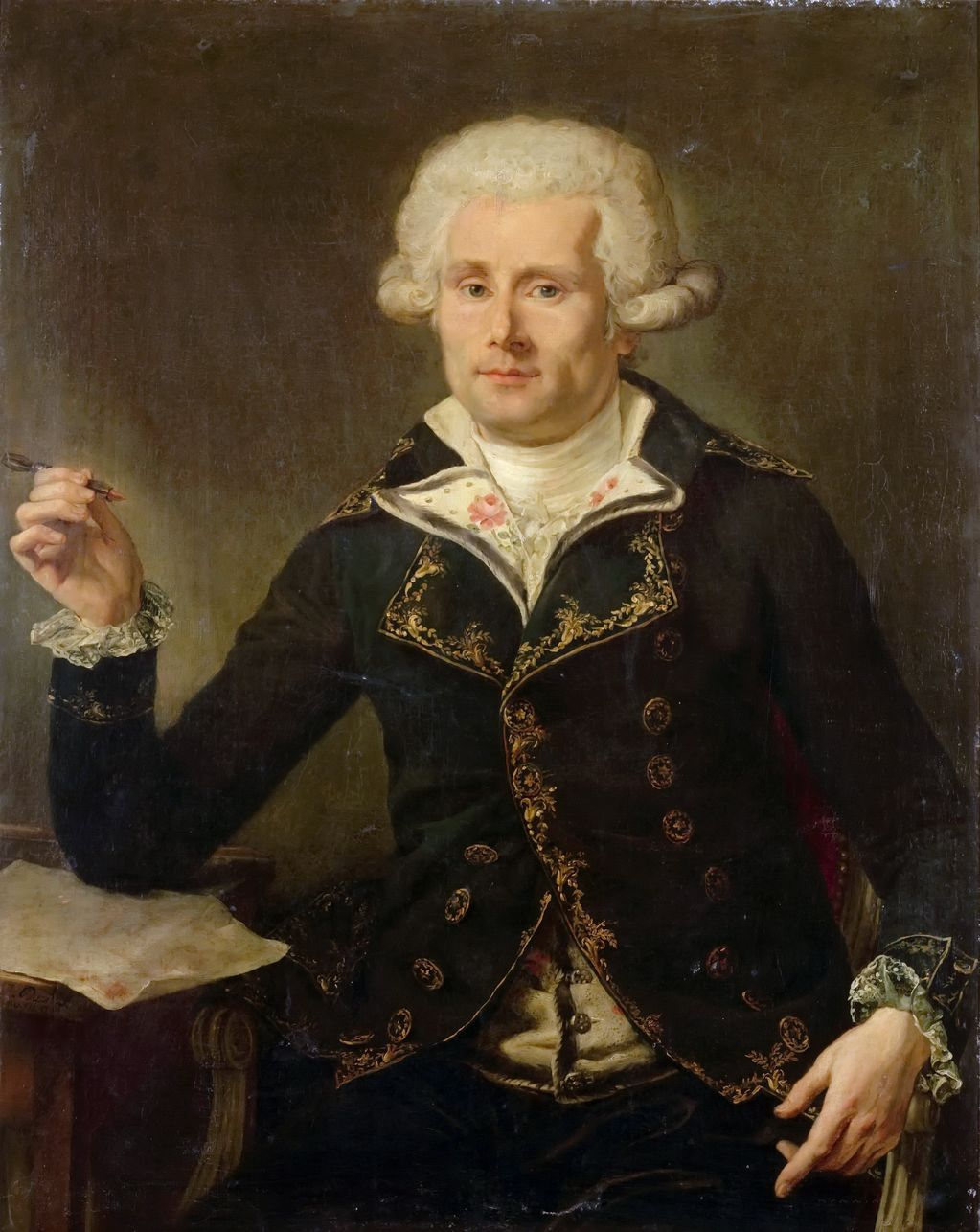
Louis Antoine de Bougainville

- 11. November: Louis Antoine de Bougainville, französischer Seefahrer und Schriftsteller, erster französischer Weltumsegler († 1811)
- 12. November: Johann Friedrich Richter, deutscher Bankier, Handelsherr und Kunst- und Altertumssammler († 1784)
- 15. November oder 18. November: Friedrich Carl Willibald von Groschlag zu Dieburg, Diplomat im Dienste des Kurfürstentums Mainz und letzter des Adelsgeschlechts derer von Groschlag († 1799)
- 16. November: Ägidius Maria vom Heiligen Joseph, italienischer Franziskaner und Heiliger der katholischen Kirche († 1812)
- 17. November: Maria Antonia von Spanien, spanische Infantin und Königin von Sardinien-Piemont († 1785)
- 17. November: Gotthilf Traugott Zachariae, deutscher evangelischer Theologe († 1777)
- 20. November: Charles Henri d’Estaing, französischer Marineoffizier und Admiral († 1794)
- 21. November: Josiah Bartlett, Delegierter für New Hampshire im Kontinentalkongress († 1795)
- 22. November: Helena Dorothea von Schönberg, Rittergutsherrin in Limbach bei Chemnitz († 1799)
- 29. November: Charles Thomson, US-amerikanischer Schriftsteller († 1824)
- 03. Dezember: Karl Friedrich Flögel, deutscher Kultur- und Literaturhistoriker († 1788)
- 04. Dezember: Johann Philipp Julius Rudolph, deutscher Mediziner und Hochschullehrer († 1797)
- 20. Dezember: František Xaver Pokorný, böhmischer Violinist und Komponist († 1794)
- 24. Dezember: Manuel Abad y Lasierra, spanischer Bischof († 1806)

### Genaues Geburtsdatum unbekannt
- Johann d’Arnal, französischer Ingenieur-Oberst in der österreichischen Armee und Maria-Theresien-Ordensritter († 1793)
- Johann Adam Aulhorn, deutscher Schauspieler, Sänger und Tänzer († 1808)
- Andreas Bacsinsky, griechisch-katholischer Bischof († 1809)
- Franz Xaver Clavel, deutscher Beamter († 1793)
- Clara Reeve, britische Schriftstellerin († 1807)
- Ignatius Sancho, englischer Komponist und Schriftsteller afrikanischer Herkunft († 1780)
- Su Dreiundvierzig, muslimischer Geistlicher und Aufständischer aus Xunhua in Qinghai († 1781)

### Geboren um 1729
- 1729/1730: Jigme Lingpa: tibetischer Dzogchen-Meister der buddhistischen Nyingma-Tradition des Vajrayana († 1798)

## Gestorben

### Erstes Quartal
- 03. Januar: Christoph Heinrich von Watzdorf, kurfürstlich sächsischer Kabinettsminister (* 1670)

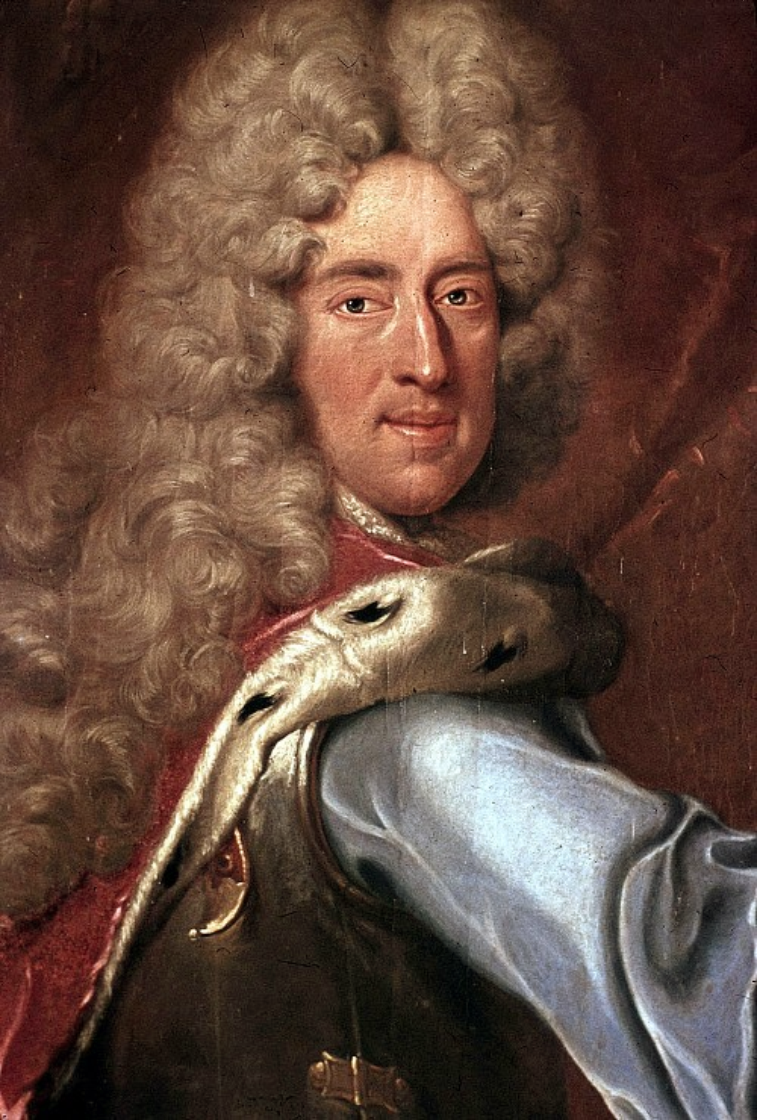
Herzog Johann Wilhelm von Sachsen-Eisenach

- 04. Januar: Johann Wilhelm, Herzog von Sachsen-Eisenach (* 1666)
- 17. Januar: Gottfried Laurenz Pictorius, westfälischer Landingenieur und Architekt (* 1663)
- 18. Januar: Christoph Bernhard Francke, deutscher Offizier und Maler (* um 1660/70)
- 19. Januar: William Congreve, englischer Dramatiker und Dichter (* 1670)
- 19. Januar: Jacob Züblin, Bürgermeister von St. Gallen (* 1653)
- 20. Januar: Johann Friedrich Wentzel, deutscher Maler und Radierer (* 1670)
- 23. Januar: Ignaz Agricola, deutscher Historiker, Philosoph, Theologe und Jesuit (* 1661)
- 30. Januar: Lothar Franz von Schönborn, Fürstbischof von Bamberg sowie Kurfürst und Erzbischof von Mainz (* 1655)
- 31. Januar: Jakob Roggeveen, niederländischer Seefahrer und Forschungsreisender (* 1659)
- 02. Februar: Pietro Baratta, venezianischer Bildhauer (* 1668)
- 5. Februar: Sébastien Truchet, französischer Priester, Mathematiker, Physiker und Typograph (* 1657)
- 06. Februar: Pietro Marchitelli, neapolitanischer Violinist und Komponist (* 1643)
- 10. Februar: Johann von Besser, deutscher Dichter (* 1654)
- 11. Februar: Solomon Stoddard, neuenglischer kongregationalistischer Prediger (* 1643)
- 16. Februar: Johann Kaspar Sing, bayerischer Kunstmaler und kurfürstlich bayerischer Hofmaler (* 1651)
- 24. Februar: Ernst Ludwig II., Herzog von Sachsen-Meiningen (* 1709)
- 24. Februar: Jan Jerzy Przebendowski, polnischer Magnat, General von Großpolen und Großkronschatzmeister (* 1638)
- 28. Februar: Lovro Šitović, kroatischer religiöser Schriftsteller und Epiker (* 1682)
- 02. März: Peter van Dievoet, Brüsseler Bildhauer (* 1661)
- 04. März: Adolf Mattheus Rodde, deutscher Jurist, Bürgermeister und Münzherr der Hansestadt Lübeck (* 1655)
- 15. März: Elisabeth Eleonore von Braunschweig-Wolfenbüttel, Herzogin von Sachsen-Meiningen (* 1658)
- 21. März: John Law, schottischer Nationalökonom und Bankier (* 1671)
- 25. März: Christoph Franz von Hutten, Fürstbischof von Würzburg (* 1673)
- 27. März: Leopold, Herzog von Lothringen und Bar (* 1679)

### Zweites Quartal
- 11. April: Manuel de Egüés, spanischer Komponist (* 1657)
- 15. April: Maria Anna von Oettingen-Spielberg, Fürstin von Liechtenstein (* 1693)
- 16. April: Antonio Ferrante Gonzaga, Herzog von Guastalla sowie Fürst von Sabbioneta und Bozzolo (* 1687)
- 22. April: Louis Pécour, französischer Tänzer und Choreograf (* 1653)
- 04. Mai: Louis-Antoine de Noailles, französischer Kardinal und Erzbischof von Paris (* 1651)
- 04. Mai: Giulio Simonetti, Schweizer Baumeister und Architekt (* 1659)
- 17. Mai: Johann Kahler, deutscher Mathematiker und lutherischer Theologe (* 1649)
- 04. Juni: William Cavendish, 2. Duke of Devonshire, britischer Peer und Politiker (* 1672)
- 13. Juni: Johann Friedrich Wender, deutscher Orgelbauer (* 1655)
- 16. Juni: Balthasar Hermann, Memminger Maler (* 1665)
- 27. Juni: Élisabeth Jacquet de La Guerre, französische Komponistin und Cembalistin (* 1665)
- 28. Juni: Miguel Núñez de Sanabria, spanischer Jurist und Vizekönig von Peru (* 1645)
- 29. Juni: Edward Taylor, neuenglischer Dichter (* um 1642)

### Drittes Quartal
- 01. Juli: Gottlieb Wernsdorf der Ältere, deutscher lutherischer Theologe und Historiker (* 1668)
- 03. Juli: Johann Martin Gumpp der Ältere, österreichischer Architekt (* 1643)
- 12. Juli: Samuel Theodor Gericke, deutscher Maler (* 1665)
- 16. Juli: Johann David Heinichen, deutscher Komponist und Musiktheoretiker (* 1683)
- 18. Juli: Joseph Karl, Pfalzgraf und Erbprinz von Pfalz-Sulzbach (* 1694)
- 31. Juli: Nicola Francesco Haym, italienischer Cellist, Komponist, Librettist, Theatermanager und Autor (* 1678)
- 05. August: Thomas Newcomen, englischer Erfinder (* 1663)
- 15. August: Benjamin Neukirch, deutscher Dichter (* 1665)
- 29. August: Moses Benjamin Wulff, Hoffaktor in Berlin und Dessau (* 1661)
- 000August: Attilio Ariosti, italienischer Komponist (* 1666)
- 01. September: Richard Steele, irischer Schriftsteller und Herausgeber (* 1672)
- 07. September: William Burnet, englischer Gouverneur verschiedener Provinzen in Amerika (* 1688)
- 19. September: Philipp Honorius von Ravensteyn, niederländischer Architekt und Hofbaumeister in Kurtrier (* 1655)
- Ende September: Aschraf Khan, Herrscher der paschtunischen Hotaki-Dynastie in Persien

### Viertes Quartal
- 10. Oktober: Johann Martin Seekatz, deutscher Maler (* 1680)
- 15. Oktober: Emilie Agnes Reuß zu Schleiz, Herzogin von Sachsen-Weißenfels-Dahme (* 1667)
- 22. Oktober: Anna Maria Ehrenstrahl, schwedische Malerin (* 1666)
- 27. Oktober: Johann Michael Bretschneider, deutscher Maler (* 1680)
- 14. November: Johann Sturmer, mährischer Bildhauer (* 1675)
- 15. November: Hans Jacob Faber, Bürgermeister von Hamburg (* 1665)
- 15. November: Giuseppe Volpini, italienischer Bildhauer und Stuckateur (* 1670)
- 16. November: Alessandro Specchi, römischer Architekt und Grafiker (* 1666)
- 20. November: Georg Nitsch, deutscher Theologe (* 1663)
- 23. November: Alexander Danilowitsch Menschikow, russischer Adeliger und Staatsmann, Generalissimus der russischen Armee (* 1673)
- 25. November: László Nádasdy, Bischof von Csanád (* 1662)
- 01. Dezember: Christian Ludwig Boxberg, deutscher Komponist und Organist (* 1670)
- 10. Dezember: Karl Joseph von Kuenburg, Fürstbischof von Seckau und Fürstbischof von Chiemsee (* 1686)
- 10. Dezember: Johann Georg Seidenbusch, bayerischer Priester und Begründer der Oratorianer-Institute (* 1641)
- 12. Dezember: Johann Wilhelm Engelbrecht, deutscher Jurist und Hochschullehrer (* 1674)
- 17. Dezember: Johann Ernst, Herzog von Sachsen-Saalfeld (* 1658)
- 23. Dezember: Johann Georg Geiling, Bürgermeister von Heilbronn (* 1657)
- 25. Dezember: Christiane Charlotte von Württemberg-Winnental, Markgräfin und Regentin des Fürstentums Ansbach (* 1694)

### Genaues Todesdatum unbekannt
- Bartolomeo Bimbi, florentiner Maler (* 1648)
- Nayî Osman Dede, türkischer Kalligraph, Gelehrter, Dichter und Komponist (* um 1652)
- Panagiotis Doxaras, griechisch-ionischer Maler (* 1662)
- Thomas Fairchild, englischer Botaniker und Gärtner (* 1667)
- Jean Meslier, französischer Priester und Frühaufklärer (* 1664)